# Xambrê
Xambrê ist ein brasilianisches Munizip im Nordwesten des Bundesstaats Paraná. Es hat 5.798 Einwohner (2022), die sich Xambrenser nennen. Seine Fläche beträgt 360 km². Es liegt 395 Meter über dem Meeresspiegel.

## Etymologie
Der Ursprung des Namens Xambre bezieht sich auf den Rio Xambrê. Andere Erklärungen besagen jedoch, dass der Ursprung des Namens auf den französischen Ingenieur Chambert zurückgeht, oder dass der Name indigener Herkunft ist und sich auf den Häuptling Jambrê bezieht, der einst großen Einfluss im Piquirital hatte.

## Geschichte

### Besiedlung
Die Anwesenheit des weißen Mannes geht auf die Ankunft der Jesuiten im Jahr 1610 zurück. Sie widmeten sich der Missionierung der Indianer, die in den Wäldern und Bergen dieser riesigen Region lebten. Ihre Reduktionen nahmen 1628 ein tragisches Ende, als die Bandeirantes Antônio Raposo Tavares und Manoel Preto aus São Paulo alle indianisch-spanischen Siedlungen zerstörten.
Von da an blieb das Gebiet für lange Zeit ohne jede Bewegung. Erst im 20. Jahrhundert kam es zu einem neuen Zustrom von Menschen. In dieser Phase leisteten die Kolonisierungsgesellschaften hervorragende Arbeit. Sie brachten mit staatlicher Unterstützung Tausende von Familien in die demografische Leere, die Paraná einst ausgemacht hatte. 
Das Gebiet des heutigen Munizips Xambrê wurde in den frühen 1950er Jahren von der Companhia Byington de Colonização Ltda. erworben. Sie wurde mit diesem Land für den Bau der Eisenbahnlinie von Apucarana nach Ponta Grossa bezahlt. Das Gebiet umfasste 1359 km². Die aus Nordamerika stammende Byington Company gründete als erstes  Xambrê und dann weitere Orte, die zu Munizipien wurden: Altônia, Pérola. In den folgenden Jahrzehnten durchliefen auch Siedlungen wie São Jorge do Patrocínio und Esperança Nova den Prozess der politischen Emanzipation und wurden zu Munizipien.
Das von der Kolonisationsgesellschaft eingeführte System des Landverkaufs sah Parzellen mit einer Höchstgröße von je zehn Alqueires (24 ha) vor. Dies führte zu einer Art institutionalisierter Agrarreform. Die Vermehrung der Minifundien sorgte für ein schnelles Wachstum des Ortes. Aufgrund staatlicher und betrieblicher Anreize, der Kaffeewirtschaft und der Werbung für den Kaffeeanbau wurden die Pioniere vor allem durch die Fruchtbarkeit des Bodens und die Leichtigkeit des Erwerbs von ländlichen und städtischen Grundstücken angezogen.

### Erhebung zum Munizip
Xambrê wurde durch das Staatsgesetz Nr. 4.245 vom 25. Juli 1960 aus Cruzeiro do Oeste ausgegliedert und in den Rang eines Munizips erhoben. Es wurde am 15. November 1961 als Munizip installiert.

## Geografie

### Fläche und Lage
Xambrê liegt auf dem Terceiro Planalto Paranaense (der Dritten oder Guarapuava-Hochebene von Paraná). Seine Fläche beträgt 360 km². Es liegt auf einer Höhe von 395 Metern.

### Vegetation
Das Biom von Xambrê ist Mata Atlântica.

### Klima
Das Klima ist tropisch. Es werden hohe Niederschlagsmengen verzeichnet (1.802 mm pro Jahr). Im Jahresdurchschnitt liegt die Temperatur bei 22,7 °C. Die Klimaklassifikation nach Köppen und Geiger lautet Af.

### Gewässer
Xambrê liegt im Einzugsgebiet des Rio Paraná und des Rio Piquiri. Der rechte Paraná-Nebenfluss Rio Paracaí fließt auf der nördlichen Grenze in Richtung Rio Paraná. Zum Piquiri fließt der Rio Xambrê, der die südöstliche Grenze des Munizips bildet.

### Straßen
Xambrê ist über die PR-489 Umuarama mit im Osten verbunden. Über die PR-485 kommt man im Nordwesten nach Alto Paraíso.

### Nachbarmunizipien
| Alto Paraíso |                                             |          |
|              | Kompassrose, die auf Nachbargemeinden zeigt | Umuarama |
| Pérola       | Cafezal do Sul                              |          |

## Stadtverwaltung
Bürgermeister: Decio Jardim, PSD (2021–2024)
Vizebürgermeister: Amarildo da Silva Salapata, PL (2021–2024)

## Demografie

### Bevölkerungsentwicklung
| Jahr | Einwohner | Stadt | Land |
| ---- | --------- | ----- | ---- |
| 1970 | 19.851    | 8 %   | 92 % |
| 1980 | 12.126    | 17 %  | 83 % |
| 1991 | 8.771     | 28 %  | 72 % |
| 2000 | 6.500     | 29 %  | 71 % |
| 2010 | 6.012     | 33 %  | 67 % |
| 2022 | 5.798     |       |      |

Quelle: IBGE, bis 2010: Volkszählungen und Volkszählung 2022

### Ethnische Zusammensetzung
| Gruppe * | 1991    | 2000    | 2010    | wer sich als …                                                                   |
| --- | ------- | ------- | ------- | -------------------------------------------------------------------------------- |
| Weiße | 66,4 %  | 76,3 %  | 53,5 %  | weiß bezeichnet                                                                  |
| Schwarze | 1,9 %   | 4,1 %   | 3,8 %   | schwarz bezeichnet                                                               |
| Gelbe | 0,1 %   | 0,8 %   | 0,4 %   | von fernöstlicher Herkunft wie japanisch, chinesisch, koreanisch etc. bezeichnet |
| Braune | 31,4 %  | 18,5 %  | 42,2 %  | braun oder als Mischung aus mehreren Gruppen bezeichnet                          |
| Indigene | 0,0 %   | 0,0 %   | 0,2 %   | Ureinwohner oder Indio bezeichnet                                                |
| ohne Angabe | 0,2 %   | 0,2 %   | 0,0 %   |                                                                                  |
| Gesamt | 100,0 % | 100,0 % | 100,0 % |                                                                                  |
| *) Das IBGE verwendet für Volkszählungen ausschließlich diese fünf Gruppen. Es verzichtet bewusst auf Erläuterungen. Die Zugehörigkeit wird vom Einwohner selbst festgelegt. |         |         |         |                                                                                  |

Quelle: IBGE (Stand: 1991, 2000 und 2010)